# Sunna (obispo arriano)
Sunna (fl. 580 - 600) fue un obispo arriano de Mérida en la actual provincia de Badajoz (España) de origen godo.

## Biografía
Tras la conversión del rey Recaredo al catolicismo en 587, Sunna y los nobles godos Segga y Vagrila, probablemente condes, proyectaron asesinar al obispo local católico, Masona, y al dux de Lusitania Claudio y alzar a toda la provincia, seguramente proclamando rey a Segga. No sabemos el desarrollo de la conspiración, pero parece ser que contó con el apoyo de algunos nobles godos cripto-arrianos que querían restaurar el arrianismo, además de hispanos que por diferentes motivos preferían a Segga como rey. Tras fracasar el intento de asesinar a Masona, uno de los conjurados, el futuro rey Witerico, seguramente conde por entonces, reveló los detalles de la conjura. Claudio sofocó fácilmente el intento.  
A Segga se le cortaron las manos, castigo que parece haber estado reservado a los usurpadores, se le confiscaron las propiedades y fue desterrado a Gallaecia. Vagrila se refugió en la Basílica de Santa Eulalia, y el rey ordenó confiscar sus propiedades y entregarlas a dicha iglesia, pero el obispo Masona le perdonó y se las devolvió. 
A Sunna se le ofreció otro obispado si se convertía al catolicismo, el obispado arriano de Mérida debió quedar suprimido y el católico ya estaba cubierto; en todo caso el obispado ofrecido no sería metropolitano. Sunna se negó y fue desterrado, marchando a Mauritania, donde propagó el arrianismo hasta su muerte violenta, cuya fecha se desconoce, aunque se supone que acaeció alrededor de 600.
- Datos: Q3503917